# Omar Naber
Omar Naber, slovenski glasbenik in pevec, * 7. julij 1981, Ljubljana. Slovenijo je prvič zastopal na tekmovanju za Pesem Evrovizije leta 2005 v Kijevu s pesmijo Stop ter drugič leta 2017 prav tako v Kijevu s pesmijo On My Way.

## Biografija
Njegova mati Alenka Naber, po poklicu učiteljica glasbe, natančneje klavirja, je po narodnosti Slovenka; oče, po poklicu zobozdravnik, je po narodnosti Arabec, po rodu iz Jordanije. V prvem razredu osnovne šole se je priključil šolskemu pevskemu zboru in kmalu prevzel vlogo solističnih glasbenih vložkov. V šestem razredu je imel na šolski prireditvi prvi solistični nastop. 
S pevskim udejstvovanjem je nadaljeval v mladinskem pevskem zboru RTV Slovenija, kmalu zatem še v Mešanem mladinskem pevskem zboru ljubljanskih srednješolcev, imenovanem Veter, ki deluje še danes. Po zaključku srednje šole kot zobotehnik je opraviljal šestmesečno prakso, vendar je kmalu spoznal, da to ni njegova prava strast. S pisanjem avtorske glasbe je pričel pri šestnajstih letih. Ključno vlogo pri njegovi odločitvi, da postane glasbenik, pa je imela glasbena skupina Green Day, ko je prvič slišal njihovo pesem Basket Case. 
Leta 2023 je praznoval že 18. leto aktivnega delovanja. Skupno je do sedaj izdal 5 studijskih albumov v delu pa je že šesti.

## Kariera

### 1999–2001: Začetki
Leta 1999 je ustanovil glasbeno zasedbo, ki z manjšimi kadrovskimi spremembami deluje še danes, s katero ima zabeleženih čez 800 nastopov, od tega čez 100 dobrodelnih. Leta 2001 je na glasbenem natečaju ‘Kdo bo osvojil Triglav’ zasedel drugo mesto in takoj zatem podpisal založniško pogodbo z založbo Nika Records. 
Udejstvoval se je kot spremljevalni vokalist pri mnogih slovenskih izvajalcih, tako pri studijskem snemanju kot na nastopih. Snemal je spremljevalne vokale za različne albume, med drugim za rokovsko skupino D.D.V., za Sašo Vrtnarja in njegov album Persona Non Grata, za album Elvis je živ skupine Rok 'n' Band, za Vojislava Djurana (pevca skupine Botri).

### 2004: Bitka talentov
Širšo medijsko prepoznavnost je dosegel konec leta 2004 z zmago na Bitki talentov v oddaji Spet Doma, ki jo je vodil Mario Galunič. Omar je v finalu (ki je potekal 5. 12. 2004) s pesmijo »Sexed up« premagal Anžeja Dežana. Z zmago na Bitki talentov si je prislužil tudi vstopnico za nastop na Emi 2005. Poleg Omarja in Anžeja so v tej sezoni sodelovali tudi pozneje znani izvajalci Ajda Ivšek, Katja Koren, Anja Baš in Nino Kozlevčar. 

### 2005: Prvi evrovizijski nastop, album Omar
Na Emi je zmagal in istega leta zastopal Slovenijo na izboru za Pesem Evrovizije v Kijevu v Ukrajini z avtorsko skladbo »Stop« in v polfinalu dosegel 11. mesto, kar je najvišja uvrstitev za slovenskega moškega izvajalca doslej. 
Istega leta je izdal svoj avtorski prvenec, album s preprostim naslovom Omar, s katerega je nanizal kar sedem hitov, katerih večinski avtor je sam - te so: »Vse, kar si želiš«, »Krasen dan«, »Stop«, »Polje tvojih sanj«, »Skrivaj sanjava«, »Omar ti teslo« in »Ves tvoj svet«. Plošča je bila odlična odskočna deska za nadaljnjo glasbeno pot. Album se je prodal v več kot 10.000 izvodih. V tem letu je zabeležil veliko nastopov tudi izven meja Slovenije; na Hrvaškem, v Bosni in Hercegovini, v Srbiji, Italiji, Avstriji, v Ukrajini, Španiji in na Slovaškem. 
Leta 2005 je bil najbolj predvajan avtor v Sloveniji. Kot izvajalec je bil leta 2006 nominiran za Viktorja skupaj s Siddharto in Neisho. Leta 2006 je posnel in izdal tudi debitantsko avtorsko ploščo na področju Srbije pod okriljem založbe Mascom.

### 2007: Kareem
Leta 2007 je izdal tretjo avtorsko ploščo, imenovano Kareem. Naslov albuma je hkrati Omarjevo drugo ime. Vsebuje 15 avtorskih skladb, med katerimi se poleg novih pojavi tudi evrovizijska verzija pesmi »Stop« (posnetek 9). Tri pesmi z albuma so bile izdane tudi kot singli: »Poseben dan«, »Vse, kar imam« in »Vladarjev dan«. Na koncu zadnje skladbe »Priznam« je (po treh minutah tišine) še skrita pesem »Over the Rainbow« (iz filma Čarovnik iz Oza), ki jo Omar zapoje ob klavirski spremljavi. Album  je Izšel pri založbi Nika Records na glasbeni CD-plošči in v pretočni digitalni obliki.

### 2011: Obsodba
2011 je bil pravnomočno obsojen za kaznivo dejanje spolnega nasilništva s sedemmesečno pogojno kaznijo s preizkusno dobo dveh let za nadlegovanje 21-letnega dekleta 2005. Naber je ves čas postopka zanikal očitke in trdil, da tistega jutra v ljubljanski diskoteki Bachus ni nadlegoval študentke. A višje sodišče se je strinjalo s prvostopenjskim, da mu je spolno nasilje dokazano.

### 2014: Na Glavo - 4. studijski album
Leta 2014 je izšel četrti studijski album Na glavo, ki ga je nekaj mesecev kasneje spremljala še njegova angleška različica z naslovom No Helmet, izdana v Angliji. Album zajema več glasbenih žanrov, vključno s popom in rockom. Avtor glasbe in vseh angleških besedil je izključno sam, pri slovenskih besedilih pa so sodelovali priznani slovenski avtorji, med njimi Damjana Kenda Hussu, Jure Golobič, Rok Terkaj, Pero Micić in drugi. Album je izšel pri založbi Nika Records, tako v fizični, kot tudi digitalni obliki.
Na plošči je 15 skladb, od katerih jih je več izšlo že prej kot samostojni singli, nekatere so bile tudi predstavljene na različnih glasbenih festivalih. Prva skladba, Parfum, je bila premierno predstavljena leta 2012 v okviru oddaje Misija Evrovizija, medtem ko je pesem I Still Carry On leta 2009 zasedla drugo mesto na EMI. Skladba Bistvo skrito je očem je na EMI 2011 dosegla tretje mesto, podobno kot I Won't Give Up, ki je na EMI 2014 zasedla prav tako tretje mesto. Pesem Sedem dni je bila leta 2012 predstavljena na Slovenski popevki.
Na albumu se pojavi tudi priredba pesmi S teboj, ki jo v originalu izvajajo Modrijani, Omar pa jo je preoblikoval v svojem slogu. Pesem Sanjam, ki po aranžmaju odstopa od njegovega značilnega zvoka, je bila premierno izvedena leta 2010 na podelitvi Viktorjev.

### 2017: Drugi evrovizijski nastop
25. februarja je zmagal na Emi 2017 z avtorsko pesmijo »On My Way« in s tem drugič dobil priložnost zastopati Slovenijo na Evroviziji. Na 62. tekmovanju za Pesem Evrovizije 2017 se je predstavil v prvem predizboru, ki je potekal 9. maja 2017. Kljub izjemno čustveni izvedbi in izkušnjam iz preteklosti se mu ni uspelo uvrstiti v veliki finale, saj je osvojil le 36 točk in zasedel 17. mesto med 18 nastopajočimi v polfinalu.
Tako je postal drugi Slovenec (poleg Darje Švajger), ki je svojo državo zastopal na Evroviziji dvakrat. 

### 2023: Polnoletnost v ljubljanski Cvetličarni
Ob 18. obletnici kariere je Omar Naber 10. novembra v ljubljanski Cvetličarni pripravil nepozaben koncert. Glasbeno nostalgijo pa so v Cvetličarni popestrili tudi glasbeni gosti: Kristijan Crnica - Kikifly, Alya, Rok Lunaček in raperji Trkaj, Zlatko in Mirko. Tudi pod odrom so se mu ob tej priložnosti pridružili glasbeni kolegi (Ines Erbus, Rok Piletič, Nika Zorjan, Jože Potrebuješ, Miki Vlahovič, Dejan Dogaja...). Občinstvo, ki ga je koncertno pričakovalo že dlje časa, je navdušil tako s svojimi evrovizijskima uspešnicama kot tudi z rockom in s svojim glasom podpisanimi uspešnicami: Stop, Omar, ti teslo, Krasen dan, I Still Carry On, Parfum, On My Way, Posebn model, Proti soncu in mnogimi drugimi. Od tistih začetniških poskusov do danes je nanizal že preko 1400 koncertov, ob njegovi glasbi pa so odraščali tudi mnogi znani obrazi.
Koncert je posnela RTV Slovenija, režirala pa ga je Urška Žnidaršič. Premierno je bil predvajan v soboto, 20. aprila 2024. 

## Diskografija

### Albumi
| Naslov               | Podrobnosti                                                                                           | Pesmi |
| -------------------- | --- | --- |
| Omar                 | - Izdan: 2005 (Slovenija) - Založba: Nika Records - Format: Digital download, CD                      | »Krasen dan« / »Vse, kar si želiš« / »Stop« / »Polje tvojih sanj« / »Skrivaj sanjava« / »Dokler se ne zbudim« / »Omar ti teslo« / »Ves tvoj svet« / »Ni me sram« / »Sunny day« / »It's all up to you« / »Somehow« / »On my own«                                                    |
| Omar (Srbska izdaja) | - Izdan: 2006 (Srbija) - Založba: Automatik Records - Format: Digital download, CD                    | »Novi dan« / »Strah od letenja« / »Ludi od ljubavi« / »Glavom kroz zid« / »Ja sanjam« / »Ne vrijedi« / »Naše je vrijeme« / »Stop« / »Priznajem« / »Somehow« / »On my own« |
| Kareem               | - Izdan: 2007 (Slovenija) - Založba: Nika Records - Format: Digital download, CD                      | »Intro« / »Vse, kar imam« / »Mesto me pozna« / »Je res preveč« / »Alina« / »Vladarjev dan« / »Le kdo« / »Modro« / »Stop« (ESC version) / »Sladka sled« / »Poseben dan« / »Bitka talentov je kul« / »Push the trigger pull the rope« / »Klošarjem naproti« / »Priznam«              |
| Na Glavo             | - Izdan: 6. marec 2014 (Slovenija) - Založba: Nika Records - Format: Digital download, CD             | »Parfum« / »Proti soncu« / »Zgodba brez napake« / »Sladek strup« / »I still carry on« / »Preden greš« / »Žamet« / »Le srce ne spi« / »Bistvo skrito je očem« / »S teboj« / »Cesta in nebo« / »Oprosti« / »Sedem dni« / »Sanjam« / »I won't give up«                                |
| No Helmet            | - Izdan: 28. september 2014 (Velika Britanija) - Založba: Nika Records - Format: Digital download, CD | »Mute & Loud« / »Bad Boy« / »Free My Mind« / »I Won't Give Up« / »I Still Carry On« / »Let Me Go« / »Take a Look Through My Window« / »Remember Me« / »Good Things Come to Those Who Wait« / »My Love« / »I Have Been Saving Up« / »Lost for Words« / »Endlessly« / »Walk of Fame« |

### Singli
| »Vse, kar si želiš«                                       | 2005 | —  | Omar              |
| »Stop«                                                    | 2005 | —  | Omar              |
| »Omar, ti teslo«                                          | 2005 | —  | Omar              |
| »Polje tvojih sanj«                                       | 2005 | —  | Omar              |
| »Skrivaj sanjava«                                         | 2005 | —  | Omar              |
| »Ves tvoj svet«                                           | 2005 | —  | Omar              |
| »Krasen dan«                                              | 2005 | —  | Omar              |
| »Poseben dan«                                             | 2007 | —  | Kareem            |
| »Vse, kar imam«                                           | 2007 | —  | Kareem            |
| »Vladarjev dan«                                           | 2007 | —  | Kareem            |
| »Sanjam«                                                  | 2008 | —  | Na glavo          |
| »I Still Carry On«                                        | 2009 | —  | Na glavo          |
| »Proti soncu«                                             | 2010 | —  | Na glavo          |
| »Preden greš«                                             | 2010 | —  | Na glavo          |
| »Let me go«                                               | 2011 | —  | No Helmet         |
| »Bistvo skrito je očem«                                   | 2011 | —  | Na glavo          |
| »Mute & Loud«                                             | 2012 | —  | No Helmet         |
| »Parfum«                                                  | 2012 | —  | Na glavo          |
| »Sedem dni«                                               | 2012 | —  | Na glavo          |
| »Žamet«                                                   | 2014 | —  | Na glavo          |
| »Sladek strup« (»I Won't Give Up«)                        | 2014 | —  | No Helmet         |
| »Hej, ti!« (»Play!«)                                      | 2015 | —  | Non-album singles |
| »Zgodba brez napake«                                      | 2016 | —  | Non-album singles |
| »Hallelujah«                                              | 2016 | —  | Non-album singles |
| »Take Me Far«                                             | 2016 | —  | Non-album singles |
| »Poseben dan '16«                                         | 2016 | —  | Non-album singles |
| »Basket Case«                                             | 2017 | —  | Non-album singles |
| »Aleppo«                                                  | 2017 | —  | Non-album singles |
| »Placebo«                                                 | 2017 | —  | Non-album singles |
| »Ne zapusti me«                                           | 2017 | —  | Non-album singles |
| »On My Way«                                               | 2017 | 12 | Non-album singles |
| »Tam nekje«                                               | 2017 | —  | Non-album singles |
| »I Still Believe in You«                                  | 2018 | —  | Non-album singles |
| »Rad Bi Spet Verjel«                                      | 2018 | —  | Non-album singles |
| »Mamma Maria«                                             | 2020 | —  | Non-album singles |
| »Cesta in nebo«                                           | 2020 | —  | Non-album singles |
| »Ogenj!«                                                  | 2022 | —  | Non-album singles |
| »Glas Srca«                                               | 2022 | —  | Non-album singles |
| »Posebn model«                                            | 2023 | —  | Non-album singles |
| »La Vita e Una Roulette«                                  | 2023 | —  | Non-album singles |
| »Spusti me«                                               | 2023 | —  | Non-album singles |
| »Queen of Heart«                                          | 2023 | —  | Non-album singles |
| »Sam v mestu«                                             | 2023 | —  | Non-album singles |
| »Rad bi verjel«                                           | 2024 | —  | Non-album singles |
| »Le s teboj«                                              | 2025 | —  | Non-album singles |
| "—" single ni bil izdan ali pa se ni uvrstil na lestvico. |      |    |                   |

### Glasbena sodelovanja
| Naslov              | Leto | Album                                         | Podrobnosti |
| ------------------- | ---- | --------------------------------------------- | --- |
| Duša moje duše      | 2011 | Za stare čase                                 | Duet z Nušo Derendo. |
| En svet / One World | 2015 | En svet / One World                           | Dobrodelni singel, ki ga je posnela skupina slovenskih priznanih glasbenikov - Slove'n'aid, v slovenščini in angleščini. |
| Placebo             | 2017 | Non-Album singles                             | Sodelovanje s slovenskim raperjem Vauksom.                                                                               |
| Aleppo              | 2017 | Non-Album singles                             | Duet s slovenskim glasbenikom Bojanom Cvjetićaninom                                                                      |
| Fight For Victory!  | 2020 | Bad Boyz (Original Motion Picture Soundtrack) | Pesem se pojavi v irskem filmu z naslovom Bad Boyz.                                                                      |
| Glas srca           | 2022 | Non-Album singles                             | Duet z mlado slovensko pevko in besedilopisko Sašo Lešnjek.                                                              |

### Posneti videospoti
- 2004
  - 'Vse, kar si želiš', pod okriljem RTV Slovenija
- 2005
  - 'Stop', režiserka Jasna Hribernik
  - 'Ves tvoj svet', režiser Mitja Okorn
- 2006
  - 'Polje tvojih sanj', režiser Aleš Petrič
- 2007
  - 'Vladarjev dan', režiser Veno Jemeršić
  - 'Poseben dan', režiserka Tina Istenič.
- 2012
  - 'Le srce ne spi' režiser Predrag Rajčič
  - 'Parfum', režiserka Natalija Rodošek
- 2013
  - 'Žamet' z Borisom Cavazzo v glavni vlogi, režiser Predrag Rajčič
  - 'I Won't Give Up' oz. 'Sladek Strup', režišer Urban Bradeško
- 2015
  - 'Hej, ti!' oz. 'Play!', producent Danijel Vovk in režiser Peter Kleva
- 2020
  - Cesta in nebo, producent in režiser Anže Lovšin
- 2022
  - Ogenj, producent Max Petač, režiserja Dino Kapetanovič in Max Petač
  - Glas srca, z Borisom Cavazzo in Mileno Zupančič v glavni vlogi, režiser Max Petač
- 2023
  - Posebn model, režiser Žiga Gjuro
  - Spusti me, režiser Žiga Gjuro

## Nastopi na glasbenih festivalih

### EMA
- 2005: »Stop« (Omar Naber - Urša Vlašič - Omar Naber) - 1. mesto (29.945 telefonskih glasov)
- 2009: »I Still Carry On« (Omar Naber - Omar Naber - Omar Naber, Rok Golob, Miha Gorše) - 2. mesto (16 točk)
- 2011: »Bistvo skrito je očem« (Omar Naber, Miha Gorše - Jure Golobič, Eva Breznikar - Omar Naber, Miha Gorše)
- 2014: »I Won't Give Up« (Omar Naber - Omar Naber - Omar Naber, Martin Štibernik)
- 2017: »On My Way« (Omar Naber - Omar Naber - Omar Naber, Žiga Pirnat) - 1. mesto (124 točk)

### Pesem Evrovizije
- 2005: »Stop« (Omar Naber - Urša Vlašič - Omar Naber)
- 2017: »On My Way« (Omar Naber - Omar Naber - Omar Naber, Žiga Pirnat)

### Slovenska popevka
- 2012: »Sedem dni« (Omar Naber - Tina Muc - Lojze Krajnčan) - 13. mesto
- 2017: »Miže« (Žiga Pirnat, Andraž Gliha - Žiga Pirnat - Žiga Pirnat)

### Kënga Magjike
- 2022: »Bring Back« (Omar Naber - Omar Naber - Omar Naber)